# 雷克斯·哈特维希
雷克斯·哈特维希（英語：Rex Hartwig，1929年9月2日—2022年12月30日），澳大利亚男子网球运动员。他曾获得澳大利亚网球公开赛男子双打冠军、混合双打冠军、温布尔登网球锦标赛男子双打冠军、美国网球公开赛男子双打冠军。